# Franz Seraph von Dietrichstein

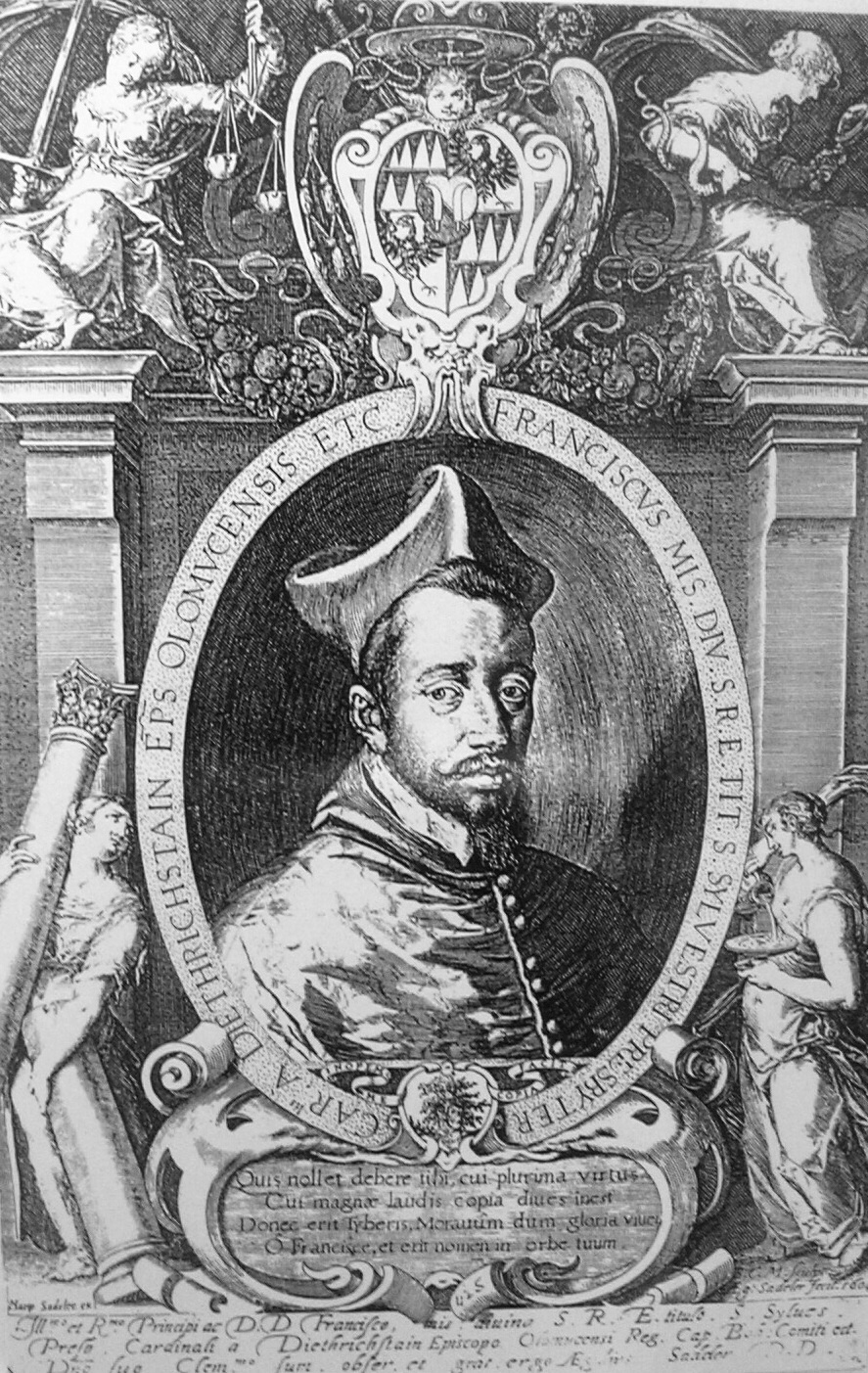
Franz Seraph von Dietrichstein.

Franz Seraph von Dietrichstein, född 22 augusti 1570 och död 19 september 1636, var en österrikisk greve, från 1624 furste och prästman.
Dietrichstein tilldrog sig tidigt påven Clemens VIII:s uppmärksamhet, kallades till Rom och blev 1599 kardinal och kort därefter biskop i Olmütz. Som sådan verkade han med iver och framgång för motreformationen och blev en av kejsar Rudolf II förtroendemän. I dennes strid med brodern Mattias försökte Dietrichstein ivrigt medla. Vid trettioåriga krigets utbrott måste Dietrichstein fly, men återvände efter slaget vid Vita berget och genomförde som Mährens styresman 1621–1636  där motreformationen och stod högt i gunst hos Ferdinand II.
Franz Seraph von Dietrichsteins slott Nikolsburg intogs 1645 av svenskarna och hans stora bibliotek kom på det sättet att hamna i Sverige, och böcker därifrån finns i flera betydande svenska boksamlingar.